# 八王子市F80機墜落事故

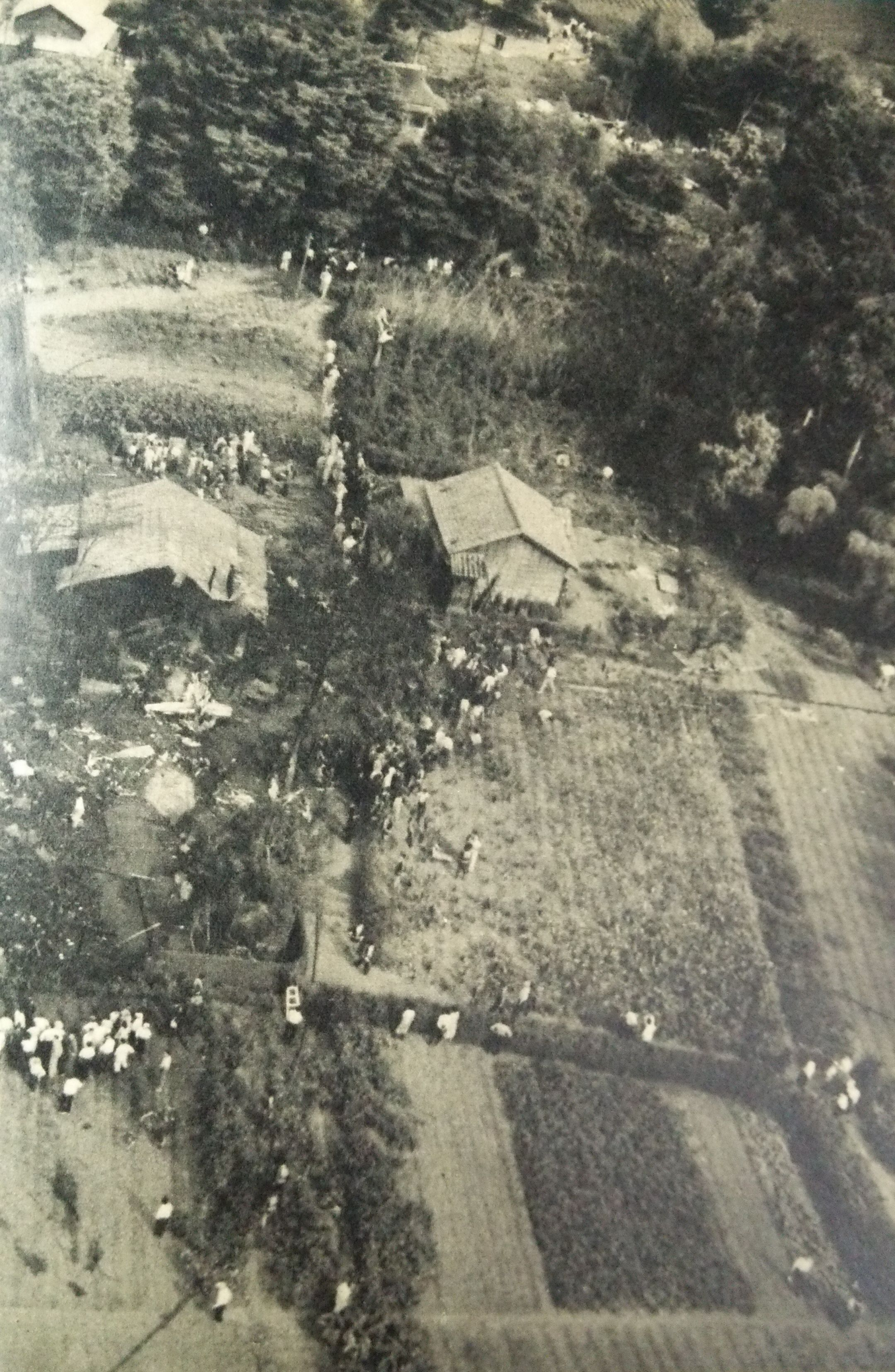
現場の俯瞰

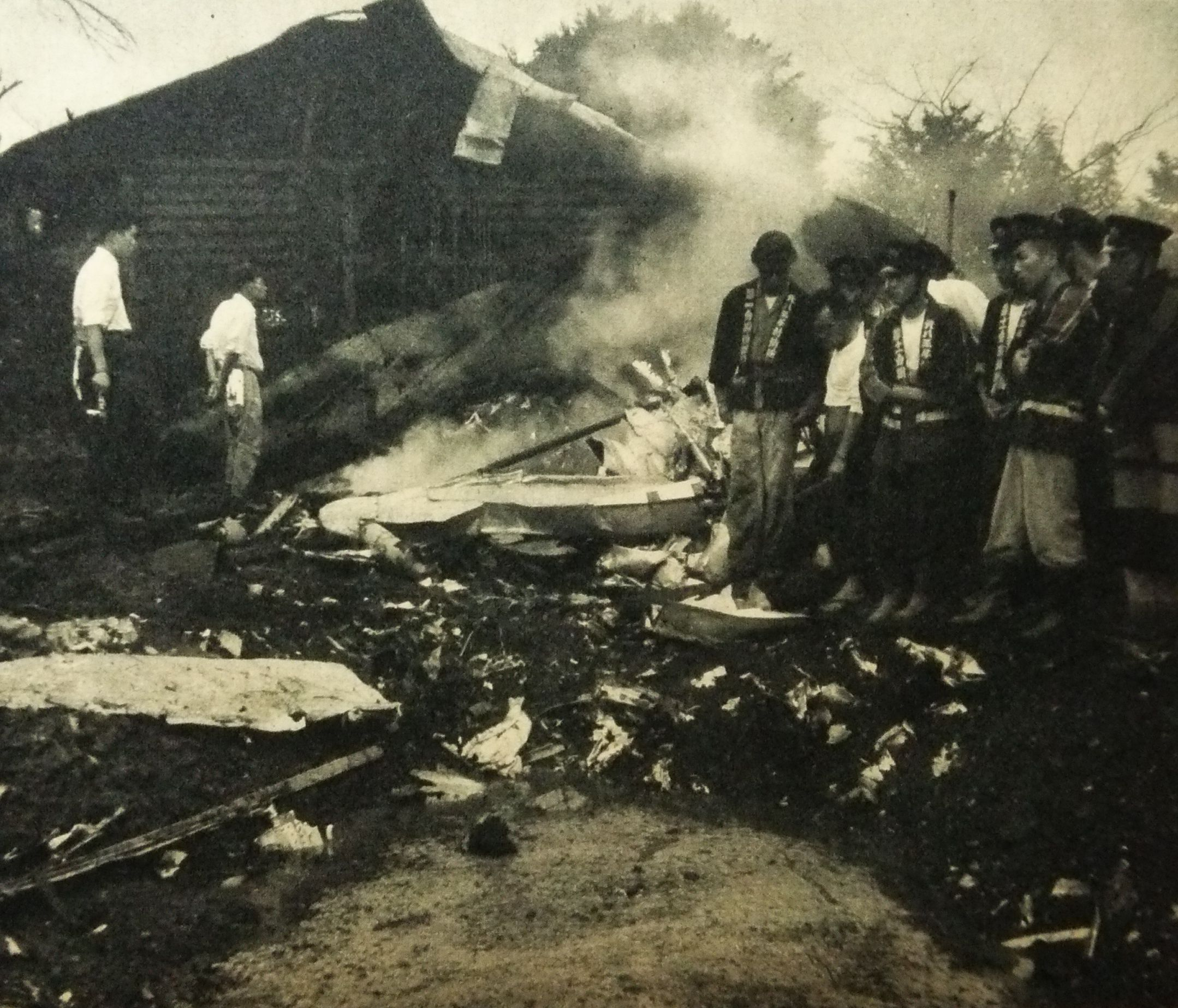
事故処理に当たる消防団員

八王子市F80機墜落事故（はちおうじしF-80きついらくじこ）は、1955年（昭和30年）9月19日に、米軍のF-80戦闘機が東京都八王子市に墜落した事故。

## 事故の詳細
1955年（昭和30年）9月19日午後1時頃、横田基地を離陸した米軍のF-80シューティングスターが、東京都八王子市神戸（現・八王子市大楽寺町）の民家が点在する地域の上空で爆発。事故機は火だるま状態で墜落し、周囲の民家数軒を巻き込んで大破炎上、その破片は約100メートル四方に散乱した。
この事故により農家や民家など合計4戸6棟約100坪が焼け、事故機のパイロット1名、地上の住民5名の合計6名が死亡した。
事故直後から、地元の消防団、八王子消防署などからポンプ車20数台をはじめ総勢120名が出動して救護や消火動に当たり、また八王子警察署と警視庁第一予備隊の合計80名が現場に向った。米軍側からも立川基地と横田基地から大型消防車2台、軍用車両多数、軍消防部隊30名、一般兵士数十名が急行して消火活動などを行なった。火災は2時間後にはぼ鎮火したが、事故機は民家を直撃したため、犠牲者の遺体は飛散したり黒コゲになるなど凄惨を極めた。
目撃者の証言によれば、「浅川の方角（墜落現場から見て北側）から低空で飛んできたと思ったら空中で爆発して墜落」しており、エンジントラブルによる事故と推察された。

## 事故後
- 犠牲者の遺体は、事故現場の近くにある臨済宗法泉寺に安置され、当日の夜のうちに合同通夜が営まれ、21日に合同葬儀が執り行われた。
- 東京都は、立川にある東京都調達局立川調達事務所の職員を現場に派遣し、被害状況などを詳細に調査した。
- 八王子市は、地元住民と協議した上で、東京都に被害者事故補償申請を提出する旨を発表した。
- 事故当日の夕方には横田基地のクレッチャー司令官らが現場へ行き被害者の遺族にお見舞いをして回った。
- 当初、死亡した住民は4名と発表されたがその後、大やけどしていた7歳の子供が死亡したため住民の死者は5名となった。